# Otevřená společnost
Otevřená společnost je označení takové společnosti, která je založená na individuální svobodě rozhodování, demokracii a otevřenosti změnám a schopnosti adaptace vůči vnějším tlakům, umožňuje racionální kritiku a zahrnuje také vysokou míru sociální mobility. Tento koncept fungování státu poprvé zpracoval francouzský filozof Henri Bergson v díle Dvojí zřídlo morálky a náboženství z roku 1932 a převzal jej rakousko-britský myslitel Karl Popper v Otevřené společnosti a jejích nepřátelích z roku 1945. Opakem otevřené společnosti je uzavřená společnost, kterou charakterizuje autoritarismus, kolektivismus, strnulost a dogmatismus. 

## Definice
Karl Popper definuje otevřenou společnost jako takovou, kde systém zajišťuje možnost personálních změn na vedoucích místech bez toho, aby došlo k násilí a krveprolití. V tom se zásadně liší od autoritářských států, kde revoluce či státní převrat jsou nezbytnou součástí změny. Dále popisuje otevřenou společnost jako systém, kde jsou jednotlivci zodpovědní za svá rozhodnutí a činy.
Popper byl horlivým obhájcem myšlenky otevřené společnosti a principů jako svoboda jedince a zodpovědnost za své jednání. Ve své knize Bída historicismu odmítal historicismus jako nelegitimní vědeckou metodu. Svoje úvahy rozvedl ve dvou svazcích knihy Otevřená společnost a její nepřátelé. První díl věnoval kritice Platóna a jeho koncepce ideálního státu, který považoval za totalitární. Ve druhém díle kritizoval Hegelovy a Marxovy myšlenky a snahu o návrat k uzavřené společnosti na základě historicistické argumentace. V roce 1947 se Popper stal spoluzakladatelem Montpelerinské společnosti, jejímž cílem bylo hájit klasický liberalismus v prostředí otevřené společnosti. Jeho kolegy v této společnosti byli mj. Milton Friedman, Friedrich Hayek, Henry Hazlitt, Ludwig von Mises, Leonard Read a další.

## Kritika
Nedílnou součástí otevřené společnosti je odstraňování hranic (státních, společenských,..) a multikulturalismus. Kritici tvrdí, že svět kvůli této ideologii přichází o rozmanitost suverénních národů na úkor svobody nově přistěhovalých menšin do většího celku populace. Tomu se mnohdy děje pod nátlakem lobbujících aktivistů s minoritním názorem na danou problematiku, je jim vytýkána nedemokratičnost a proměna společenských pravidel bez voleb či referenda. Společnost se mění živelně a v mnohých případech je označován za původce nepokojů zásah cizí mocnosti či vlivné osoby s kapitálem, jenž mechanismus změny veřejného mínění řízeně nastartuje a zafinancuje.
S otevřenou společností se pojí i zmínka o politicky korektním prostředí, které usiluje o eliminaci stereotypů vůči menšinám a dalším skupinám ve společnosti. Kritici považují politickou korektnost za veřejnou lež, která komplikuje nalezení pravdy.